# ロビン・ジョーンズ (フィギュアスケート選手)
ロビン・ジョーンズ（英語: Christopher Robin Jones、1943年6月17日 - 1986年3月30日）は、イギリス出身のフィギュアスケート選手（男子シングル）。1960年スコーバレーオリンピックイギリス代表。

## 主な戦績
| 大会/年        | 1959-60 | 1960-61 | 1961-62 |
| -------------- | ------- | ------- | ------- |
| オリンピック   | 12      |         |         |
| 世界選手権     | 14      |         | 12      |
| 欧州選手権     | 10      | 6       | 7       |
| イギリス選手権 | 1       |         | 1       |